# Bezirk Łąka
Bezirk Łąka – dawny powiat (Bezirk) kraju koronnego Królestwo Galicji i Lodomerii, funkcjonujący w latach 1854–1867. Siedzibą starostwa była wieś Łąka.

## Historia
Bezirk Łąka utworzono w ramach reformy uwłaszczeniowej z okresu Wiosny Ludów (1848–1849), która likwidowała jurysdykcję właściciela ziemskiego nad poddanymi. W Galicji, dominium – jako podstawowa jednostka administracyjna i filar systemu feudalnego straciło rację bytu. Konieczne stało się zatem wprowadzenie nowego systemu administracyjnego, którego zręby powstały w latach 1851–1855. Nowy trójstopniowy podział administracyjny objął 21 cyrkułów (niem. Kreise), 179 małych powiatów (niem. Bezirke) i ponad 6000 gmin (niem. Gemeinde).
Bezirk Łąka objął obszar o wielkości 5,5 mil², zamieszkany przez 18.030 ludzi i podzielony na 22 gminy katastralne. Wszedł w skład cyrkułu samborskiego, jako jeden z jego jedenastu powiatów.
Po nadaniu Galicji autonomii oraz powołaniu samorządu gminnego i powiatowego w 1865 zlikwidowano cyrkuły (Kreise). Dotychczasowe małe powiaty (Bezirke) w liczbie 179, utrzymały się do 1867 roku, kiedy to w następstwie kolejnej reformy administracyjnej (23 stycznia 1867) zostały zastąpione przez 74 większych powiatów. Obszar zniesionego Bezirk Łąka wszedł wtedy w całości w skład nowego powiatu samborskiego. 19 czerwca 1867 część tego obszaru (gminy Manasterzec, Mosty i Terszaków) włączono do powiatu rudeckiego.

## Podział administracyjny (1854)
| Lp. | Gmina jednostkowa                   | Powierzchnia | Ludność | Powiat w 1867 po zniesieniu |
| --- | ----------------------------------- | ------------ | ------- | --------------------------- |
| 1   | Łąka z Foroszczą                    | 2890         | 935     | samborski                   |
| 2   | Byków                               | 1745         | 588     | samborski                   |
| 3   | Bilina Wielka                       | 4860         | 1398    | samborski                   |
| 4   | Dorożów                             | 4790         | 2302    | samborski                   |
| 5   | Ortynice                            | 490          | 335     | samborski                   |
| 6   | Prusy                               | 1040         | 637     | samborski                   |
| 7   | Tatary                              | 1405         | 926     | samborski                   |
| 8   | Glinne                              | 580          | 120     | samborski                   |
| 9   | Dublany                             | 4250         | 2121    | samborski                   |
| 10  | Kranzberg                           | 725          | 372     | samborski                   |
| 11  | Ozimina                             | 975          | 783     | samborski                   |
| 12  | Wołoszcza z Zadami                  | 7450         | 1467    | samborski                   |
| 13  | Majnicz                             | 1935         | 257     | samborski                   |
| 14  | Mosty ze Świnuszami i Dniestrzykiem | 1660         | 287     | samborski                   |
| 15  | Manasterzec                         | 1740         | 251     | samborski                   |
| 16  | Terszaków                           | 2050         | 278     | samborski                   |
| 17  | Kornalowice                         | 3910         | 1072    | samborski                   |
| 18  | Hordynia                            | 4400         | 1265    | samborski                   |
| 19  | Siekierczyce                        | 4400         | 455     | samborski                   |
| 20  | Nowoszyce                           | 1130         | 561     | samborski                   |
| 21  | Bilinka                             | 2700         | 784     | samborski                   |
| 22  | Horodyszcze                         | 1545         | 836     | samborski                   |

Objaśnienie:
(M) = miasto; (m) = miasteczko